# Persicoptila acrostigma
Persicoptila acrostigma är en fjärilsart som beskrevs av Edward Meyrick 1915. Persicoptila acrostigma ingår i släktet Persicoptila och familjen fransmalar. Inga underarter finns listade i Catalogue of Life.